# Dominique (sång)
"Dominique" är en fransk populär sång från 1963, skriven och framförd av den belgiska nunnan och sångerskan Jeannine Deckers – mer känd som Soeur Sourire eller Den sjungande nunnan. Sången handlar om Dominicus, en spansk präst och grundare av dominikanorden, vilken hon tillhörde (som Syster Luc Gabrielle). Den engelska textversionen skrevs av Noël Regney. Förutom den franska och engelska sjöng Deckers in versioner på holländska, tyska, hebreiska, japanska, koreanska och portugisiska.
Sången var topplistad i elva länder i slutet av 1963 och början av 1964.

## Historia
"Dominique" nådde Topp 10 i elva länder och var listetta i USA, Kanada, Australien och Nya Zeeland. Den nådde Topp 5 i Norge, Danmark, Irland och Sydafrika, samt nästa lika högt i Nederländerna, Tyskland och Storbritannien. Sången nådde och förblev listetta på Top 40 på radiostationen WABC i New York under fyra veckor mellan 19 november och 10 december. På radiostationen WLS i Chicago låg sången som nr 1 i tre veckor (15-20 november 1963). På både Billboard Hot 100 och "Easy Listening chart" var "Dominique" nr 1 i fyra veckor (7-28 december 1963).
Sången vann en Grammy Award inom kategorin Best Gospel or Other Religious Recording 1964. Den var också nominerad för en årets Grammy och Soeur Sourire för "Bästa kvinnliga popsångerska". Den var den andra utländska sången att bli nr 1 på Hot 100 1963, den första var "Sukiyaki" av Kyu Sakamoto. Under de kommande tio åren förekom det flera sånger där mestadelen av texten var på ett språk annat än engelska (The Sandpipers "Guantanamera", René y Renés "Lo Mucho Que Te Quiero", etc.), men ingen annan helt utländsk sång nådde Billboard Hot 100s Top 40 förrän den spanska hiten "Eres tú (Touch The Wind)" 1974. "Dominique" sålde mer än Elvis Presley under tiden på Billboard Hot 100; det var den andra att bli nr 1 före den Brittiska vågen.

## Sången
"Dominique" blev mest känd för sin refräng:
Domi-nique -nique -nique s'en allait tout simplement,
Routier, pauvre et chantant.
En tous chemins, en tous lieux,
Il ne parle que du Bon Dieu,
Il ne parle que du Bon Dieu.
Regneys engelska version löd:
Domi-nique -nique -nique, o'er the land he plods along,
And sings a little song.
Never asking for reward,
He just talks about the Lord,
He just talks about the Lord.

## Coverversioner
- Mary Ford spelade in en engelsk version som släpptes i november 1963 av Calendar Records.
- Sister Adele (Madelaine) spelade också in en coverversion av sången 1963, som släpptes av Diplomat Records.[7]
- Den kubanska artisten La Lupe, den mexikanska artisten Angélica María, den colombianska artisten Aníbal Velázquez och den venezuelanska artisten Mirla Castellanos[8] spelade in spanska versioner av sången.
- Den brasilianska sångaren spelade in en version på brasiliansk portugisiska.
- Spike Jones spelade in en version som kombinerade "Dominique" med "When the Saints Go Marching In" och smälte samman både melodierna och stilarna från de båda sångerna.
- Tommy Roe spelade in en engelsk version av sången för det amerikanska albumet "Something for Everybody" 1964.[9]
- Sandler and Young tog upp sången på nytt 1966[10] i en version som hamnade på Billboard easy listening chart. Framförandet var ett medley på andra religiösa sånger som till exempel "Deep River" och "Nobody Knows the Trouble I've Seen".
- Den tjeckiska sångerskan Judita Čeřovská gjorde en cover 1964 med titeln "Dominiku".

## I populärkultur
- I filmen The Singing Nun (1966), om Deckers, spelar Debbie Reynolds titelrollen och sjunger en engelsk version av sången.
- Sången finns med i filmen Heaven Help Us (1985).
- I episoden "Thinnergy" i TV-serien Våra värsta årär "Dominique" en av flera sånger som Peg (Katey Sagal) sjunger i ett försök att irritera Al (Ed O'Neill).
- Den användes i filmen Kärleksfeber (1990) med Cher.
- Den användes som hissmusik i filmen Kär i karriären (1993) med Michael J Fox.
- Sången refereras i episoden "Bart's Friend Falls in Love" (1992) i The Simpsons när Milhouse van Houten besöker sin flickvän i en klosterskola. En nunna som spelar gitarr och sjunger "Dominique" går förbi följd av flera lika lyckliga flickor. Nunnans röst gjordes av Maggie Roswell, som inte kunde den franska texten utan hittade på en egen.[11]
- 1999 sjöngs den i Everybody Loves Raymond av Robert och Raymond när de fick reda på att Debras syster skulle bli nunna.

- 2009 hördes sången i tredje säsongens premiäravsnitt av den brittiska tonårsserien Skins.
- 2009 förekom den i episoden "The Color Blue" i Mad Men när Don Draper går in i Suzanne Farells lägenhet för andra gången.
- 2012 förekom sången frekvent i TV-serien American Horror Story: Asylum, där händelserna utspelas 1964. Originalversionen av sången spelas om och om igen i mentalsjukhusets sällskapsrum och de intagna straffas om de avbryter eller stoppar sången.
- I säsong 2 episod 20 ('Rock n Roll Fantasy') av Just the Ten of Us (1989) sjungs den av Heather Langenkamp, som spelade Marie Lubbock.
- I säsong 3 episoden "All the Time in the World" av science fiction-serien Dark Matter sjungs den av Anthony Lemke och Zoie Palmer. Lemke, som är tvåspråkig, spelar en karaktär som fastnar i en tidsresa liknande "Groundhog Day" och tillbringar tiden med att lära sig franska av rymdskeppets android.
- 2019 förekom sången i början av Happy!.